# Pietro Scotti
Pietro Scotti (Laino, 21 settembre 1768 – San Pietroburgo, 13 agosto 1838) è stato un pittore italiano.

## Biografia
Emigrato in Russia con il padre Giosuè, lavorò per la corte dello zar, per cui realizzò alcuni dipinti del Palazzo d'Inverno. In particolare con Barnaba Medici dipinse i quadri che raffigurano Pietro il Grande, primo Zar di Russia, durante le battaglie combattutesi durante la Guerra del Nord, che decorano la piccola Sala del trono, chiamata anche Sala di Pietro. Sue decorazioni si trovano nei palazzi di Tauride, Palazzo del granduca Michail e nel Castello Michajlovskij. Su incarico dello zar Paolo I realizzo' le copie delle Logge di Raffaello dell'Ermitage. Nel 1794 gli venne affidata una cattedra all'Accademia imperiale di Belle Arti di San Pietroburgo, allora capitale dell'Impero russo, nel 1807 divenne accademico.